# Episodi di Delitti in Paradiso (quattordicesima stagione)
La quattordicesima stagione della serie televisiva Delitti in Paradiso è stata trasmessa in prima visione assoluta nel Regno Unito sul canale BBC One dal 31 gennaio al 28 marzo 2025.
In Italia, la serie è stata trasmessa in prima visione assoluta su Rai 2 dal 21 maggio al 10 luglio 2025.
Shaquille Ali-Yebuah entra nel cast principale, mentre Don Warrington ne esce al termine della stessa.
| nº | Titolo originale | Titolo italiano         | Prima TV Regno Unito | Prima TV Italia |
| -- | ---------------- | ----------------------- | -------------------- | --------------- |
| 1  | Episode 1        | Un bravo ragazzo        | 31 gennaio 2025      | 21 maggio 2025  |
| 2  | Episode 2        | Il guerriero dell’isola | 7 febbraio 2025      | 28 maggio 2025  |
| 3  | Episode 3        | Veleni sull'isola       | 14 febbraio 2025     | 4 giugno 2025   |
| 4  | Episode 4        | Rancori mai sopiti...   | 21 febbraio 2025     | 9 giugno 2025   |
| 5  | Episode 5        | La partita della vita   | 28 febbraio 2025     | 18 giugno 2025  |
| 6  | Episode 6        | Il giustiziere          | 7 marzo 2025         | 25 giugno 2025  |
| 7  | Episode 7        | Il segreto del mare     | 14 marzo 2025        | 2 luglio 2025   |
| 8  | Episode 8        | Legami profondi         | 28 marzo 2025        | 10 luglio 2025  |

## Un bravo ragazzo
- Titolo originale: Episode 1
- Diretto da: Jennie Paddon
- Scritto da: James Hall

### Trama
Benjamin Brice, l'agente di polizia che ha sostituito Dwayne, viene trovato morto il suo primo giorno di lavoro in un presunto incidente in bicicletta. Mervin passa per caso sulla scena del crimine mentre si dirige all'aeroporto e rimane incuriosito dal caso, soprattutto quando gli indizi sembrano portare a un omicidio. Darlene e Naomi si scontrano con Mervin per le sue persistenti lamentele sulla vita a Saint Marie. Mervin inizia a credere che la sua madre naturale, morta in un incidente poco prima del suo arrivo sull'isola, sia stata assassinata, il che lo spinge a rimanere sull'isola anche dopo la risoluzione del caso.

## Il guerriero dell'isola
- Titolo originale: Episode 2
- Diretto da: Jennie Paddon
- Scritto da: Tom Nash

### Trama
Darlene e Naomi gioiscono per l'arrivo di un nuovo ispettore, solo per scoprire che Mervin ha firmato un contratto di tre mesi. Il suo primo caso ufficiale è l'omicidio di un finalista di un reality televisivo inglese che sembra essere stato accoltellato mentre si sta dirigendo verso il traguardo a bordo di una teleferica. Il sostituto di Brice è l'agente Sebastian Rose, il cui comportamento entusiastico irrita Mervin. Nel frattempo, Mervin cerca di indagare segretamente sulla morte di sua madre, suscitando l'ira del commissario.

## Veleni sull'isola
- Titolo originale: Episode 3
- Diretto da: Ian Aryeh
- Scritto da: Sarah Deane

### Trama
La proprietaria di un'azienda di cosmetici subisce una reazione allergica al lancio del suo nuovo prodotto per la cura della pelle e Mervin sospetta che si tratti di omicidio a causa delle precauzioni adottate per quanto riguarda cibo e bevande. Darlene è infastidita da Sebastian dopo che questi fallisce i suoi primi incarichi, come aver sventato una festa e essersi infiltrato per comprare droga. Il Commissario è alle prese con le informazioni sui nuovi tagli al budget e la possibile rimozione del suo incarico. Mervin, ora con l'aiuto di Naomi, indaga sulla morte di sua madre.

## Rancori mai sopiti…
- Titolo originale: Episode 4
- Diretto da: Ian Aryeh
- Scritto da: Patrick Homes e James Hall

### Trama
Durante le trattative per la vendita della distilleria locale, l'attuale proprietario viene avvelenato mortalmente, mentre gli altri tre (sua sorella, il nuovo proprietario e suo figlio) vengono avvelenati in modo non fatale. Mervin riconosce la vittima, che gli ha fatto una telefonata silenziosa diversi giorni prima, e inizia a sospettare che sia stato assassinato. Nel frattempo, Mervin, deluso dopo aver trovato le prove che la morte di sua madre è stata un incidente, compra un condizionatore e passa tutto il suo tempo libero a guardare la TV, spingendo Naomi a cercare di mostrargli il ristorante preferito di sua madre. Sebastian fa squadra con Catherine per cercare di salvare il lavoro del commissario.

## La partita della vita
- Titolo originale: Episode 5
- Diretto da: Carys Lewis
- Scritto da: Joe Ainsworth

### Trama
Mervin si unisce al resto della squadra per una partita di calcio femminile, che prende una piega tragica quando una giocatrice viene trovata uccisa a colpi d'arma da fuoco negli spogliatoi. Tuttavia, dato che la stanza è accessibile solo dal campo, la squadra è confusa su come l'assassino sia riuscito a entrare, dato che loro stessi non hanno visto nessuno. Nel frattempo, Naomi è sorpresa di scoprire che l'arbitro della partita è il suo ex fidanzato. Mervin riapre le indagini sulla morte di sua madre dopo aver scoperto nuove prove.

## Il giustiziere
- Titolo originale: Episode 6
- Diretto da: Carys Lewis
- Scritto da: James Hall

### Trama
Una donna britannica arriva sull'isola per la prima volta per incontrare di persona un uomo conosciuto online, ma, una volta arrivata alla sua villa, lo trova ucciso a colpi d'arma da fuoco. La squadra cerca di risolvere il caso, occupandosi anche dell'arrivo del sostituto del Commissario, Sterling Fox, che fa una prima impressione non proprio eccellente, mentre il suo predecessore sta contemplando il suo imminente pensionamento.

## Il segreto del mare
- Titolo originale: Episode 7
- Diretto da: John Maidens
- Scritto da: James Hall

### Trama
Mervin fa una svolta nelle indagini sulla morte di sua madre quando finalmente trova un potenziale sospettato, ma non riesce ancora a capire come sia stato commesso il possibile omicidio. Il nuovo commissario, Sterling Fox, si fa avanti e decide improvvisamente di chiudere il caso, portando il suo predecessore a uscire drammaticamente dal suo ritiro per dare manforte alla squadra.

## Legami profondi
- Titolo originale: Episode 8
- Diretto da: John Maidens
- Scritto da: James Coleman e Alexandra Carruthers